# Microdytes shepardi
Microdytes shepardi (лат.) — вид жуков-плавунцов рода Microdytes из подсемейства Hydroporinae (Dytiscidae). Длина около 2 мм. Юго-Восточная Азия: Китай, Лаос, Таиланд. Назван в честь профессора Dr. William D.Shepard (Сакраменто, Калифорния, США), коллектора части типового материала, собравшего его в 1994 году в Таиланде.

## Описание
Жуки мелких размеров; длина овального тела около 2 мм. От близких видов отличаются следующими признаками: 
Тело правильной овальной формы; клипеус не окаймлен; пронотум преимущественно желтовато-коричневый; задние тазики самца без волосков. Надкрылья без постмедиального пятна около шва. Пронотум без поперечной полосы. На задних тазиках грубые пунктуры. Надкрылья без вдавления на латеральной стороне.